# Kay Worthington
Kay Frances Worthington (* 21. Dezember 1959 in Toronto) ist eine kanadische Rudersportlerin.
Worthington nahm erstmals an den Olympischen Spielen 1984 in Los Angeles teil, wo sie im Achter den vierten Platz erreichte. Vier Jahre später landete sie im Doppelzweier nur auf dem siebten Rang, bis sie bei den Olympischen Spielen 1992 in Barcelona teilnahm und im Vierer ohne Steuermann und im Achter die Goldmedaillen holte.